# Episodi di LEGO Ninjago (quinta stagione)
La quinta stagione, della serie animata Ninjago: Masters of Spinjitzu, sottotitolata Possessione (Possession), composta da dieci episodi, è stata trasmessa negli Stati Uniti d'America su Cartoon Network dal 29 giugno al 10 luglio 2015.
In Italia è stata trasmessa sul canale Cartoon Network dal 22 maggio al 24 luglio 2015; a partire dal 2 novembre è stata trasmessa sul canale Boing.
La stagione è stata aggiunta su Netflix Italia il 14 aprile 2022, ma è anche disponibile sul canale YouTube della LEGO.
La stagione introduce come antagonista principale il fantasma di Morro, che possiede il personaggio centrale Lloyd Garmadon. Possessione è la prima stagione a includere il personaggio di Nya nella squadra ninja come Maestro Elementale dell'Acqua. Introduce anche Airjitzu, una nuova abilità che si mostra simile all'arte marziale fittizia dello Spinjitzu, ma che permette ai personaggi ninja di levitare da terra.
L'antagonista principale di ninjago stagione 5 é Morro, Il maestro del vento
| nº | Titolo originale           | Titolo italiano                  | Prima TV USA   | Prima TV Italia |
| -- | -------------------------- | -------------------------------- | -------------- | --------------- |
| 1  | Winds of Change            | Venti di cambiamento             | 29 giugno 2015 | 22 maggio 2015  |
| 2  | Ghost Story                | Una storia di fantasmi           | 30 giugno 2015 | 29 maggio 2015  |
| 3  | Stiix and Stones           | Doveri e poteri                  | 1º luglio 2015 | 5 giugno 2015   |
| 4  | The Temple on Haunted Hill | Il tempio sulla collina stregata | 2 luglio 2015  | 12 giugno 2015  |
| 5  | Peak-a-Boo                 | Bubù-Vettete                     | 3 luglio 2015  | 19 giugno 2015  |
| 6  | Kingdom Come               | Venga il tuo regno               | 6 luglio 2015  | 26 giugno 2015  |
| 7  | The Crooked Path           | Il sentiero tortuoso             | 7 luglio 2015  | 3 luglio 2015   |
| 8  | Grave Danger               | Grave pericolo                   | 8 luglio 2015  | 10 luglio 2015  |
| 9  | Curse World (Part I)       | Mondo maledetto (parte prima)    | 9 luglio 2015  | 17 luglio 2015  |
| 10 | Curse World (Part II)      | Mondo maledetto (parte seconda)  | 10 luglio 2015 | 24 luglio 2015  |

## Venti di cambiamento
- Titolo originale: Winds of Change
- Diretto da: Michael Helmuth Hansen
- Scritto da: Dan Hageman e Kevin Hageman

### Trama
Garmadon ha salvato Ninjago aprendo il portale verso il Regno Maledetto, ma nel farlo ha fatto fuggire, oltre agli spiriti dei Generali Anacondrai, anche un fantasma di nome Morro; questi è intenzionato a vendicarsi di Sensei Wu per averlo rinchiuso nel Regno Maledetto. Dopo avere scoperto che l'Armatura degli Alleati di Esord, un prezioso manufatto un tempo appartenente a lui, si trova ora nel museo di Ninjago City, si precipita lì e si impossessa del corpo del guardiano notturno, per poi fingere un furto e chiamare la polizia. Intanto i ninja stanno compiendo una missione: catturare una pericolosa Murena Mutante che sta terrorizzando la costa ovest di Ninjago. Compiuta la missione, i ninja tornano da Sensei Wu, che nel frattempo ha aperto un negozio di tè, e Lloyd si confida con Kai, dicendogli che non riesce a non pensare al sacrificio del padre e che ha paura di perdere il controllo e fare danni, ma Kai gli assicura che andrà tutto bene. Intanto Wu decide di inviare i ninja a sponsorizzare il negozio, vietandogli però di usare i loro poteri; Lloyd, nel frattempo, si reca al museo dopo una chiamata dalla polizia. Il guardiano porta Lloyd nel magazzino e gli spiega che hanno rubato l'Armatura degli Alleati di Esord; subito dopo lo attacca e Morro si rivela, per poi impossessarsi di Lloyd. Intanto i ninja sponsorizzano il negozio come possono, ma disobbediscono a Wu e usano i loro poteri per attirare la gente; Morro approfitta di ciò per assorbire i loro poteri, diventando ancora più forte. I ninja tornano al negozio e spiegano l'accaduto a Wu; poco dopo arriva anche Morro, che sconfigge i ninja e affronta Wu; nonostante questi perda, Nya salva i ninja e il maestro, che fuggono a bordo del vascello, mentre Misako porta al sicuro i clienti. Sul vascello Wu rivela ai ninja che, a differenza di quanto gli ha sempre raccontato, loro non erano i suoi primi allievi: infatti il primo è stato Morro, maestro del vento. Durante la fuga il bastone di Wu cade sulla farina e rivela un messaggio nascosto: è la mappa per raggiungere la tomba del Primo Maestro di Spinjitzu.

## Una storia di fantasmi
- Titolo originale: Ghost Story
- Diretto da: Jens Møller
- Scritto da: Dan Hageman e Kevin Hageman

### Trama
Morro attacca i ninja con il drago fantasma e sale a bordo del vascello dopo un repentino inseguimento; Wu allora decide di fare un calco del messaggio sul bastone e corre in camera sua scortato da Kai e Zane, mentre Cole e Jay combattono contro Morro; anche Nya scende in campo, ma il fantasma li batte facilmente e fa precipitare il vascello. Kai e Zane cercano di aiutare gli amici, ma Morro li sconfigge e cerca di buttare Kai giù dalla nave; tuttavia Wu lo ferma e getta il bastone dal vascello dopo averlo calcato. Morro si lancia all'inseguimento del bastone e i ninja salvano il vascello; dopodiché inviano un messaggio a Misako con il falco di Zane. Durante la sera, Wu rivela ai ninja la storia di Morro: non appena Garmadon se n'era andato con Chen, Wu aveva approfittato dell'occasione per diventare un maestro; e il suo primo allievo fu ragazzino che trovò a frugare tra i bidoni del monastero. Quel poveretto era Morro, che si dimostrò subito un allievo diligente; quanto poi rivelò a Wu di essere il maestro del vento, il Sensei si convinse di avere trovato il Ninja Verde. Così sottopose il ragazzino a un allenamento massacrante, che lo rese collerico e assetato di potere; tuttavia, quando le Armi d'Oro non identificarono Morro come Ninja Verde, questi l'accusò di averlo illuso e fuggì dal monastero. Wu lo inseguì per scusarsi, e arrivò appena in tempo per salvare Morro dalle grinfie di un Grondal, lo stesso Grondal che Garmadon riporterà in vita anni dopo con la Superarma; Morro chiese al Sensei se aveva ancora possibilità di vestirsi di verde, ma Wu rispose di no; Morro allora decise di ritrovare la tomba del Primo Maestro di Spinjitsu per mostrare a Wu che si sbagliava; tuttavia le ricerche lo portarono nel Regno Maledetto, dal quale non poté più uscire.
Intanto Morro si dirige alla biblioteca e cerca di decifrare il messaggio, ma il rotolo che gli serviva è stato rubato; così Morro evoca con l'Armatura degli Alleati di Esord un altro fantasma, Wrayth, che distruggerà i ninja mentre lui cercherà il ladro. Alla mattina i ninja incontrano Misako, che afferma che il primo segno sulla pergamena significa Airjitzu, un'antica disciplina praticata dall'ormai defunto sensei Yang; i ninja si recano così a Stiix per cercare qualcuno che possa aiutarli. Durante il viaggio vengono però attaccati da Wrayth e scoprono che l'unico modo per sconfiggere un fantasma è l'acqua, che lo fa sciogliere.
Intanto Wu, Misako e Nya tornano al negozio e lì Wu rivela a Nya che sua madre era la maestra dell'acqua, e che anche lei lo dovrà essere.

## Doveri e poteri
- Titolo originale: Stiix and Stones
- Diretto da: Peter Hausner
- Scritto da: Dan Hageman e Kevin Hageman

### Trama
I ninja raggiungono Stiix e lì trovano Ronin, un mercante ladro a cui interessano solo i soldi e che possiede un rotolo per apprendere l'Airjitzu; tuttavia chiede in cambio 450 monete. Così i ninja cercano di guadagnarsele (cercando di costruire un molo su un lago infestato da Alghe Carnivore), ma falliscono miseramente e Zane rompe il suo comunicatore, non riuscendo più a parlare; decidono così di rubare il rotolo. Intanto Morro evoca un secondo fantasma che ha un conto in sospeso con Ronin: l'Arciere dell'Anima. Calata la sera i ninja entrano nel negozio di Ronin; tuttavia i fantasmi li hanno preceduti e imprigionato il ladro. Questi però si libera e avverte i ninja, che utilizzano le Aerolame (armi trovate nel negozio di Ronin) per combatterli; Morro allora evoca altri due fantasmi, Ghoultar e Bansha, che vengono però sconfitti, mentre Ronin fugge con il rotolo. Tuttavia Morro lo trova e gli strappa il rotolo di mano, per poi fuggire inseguito da Kai; tuttavia riesce a fuggire e apprende il potere dell'Airjitzu. Kai rischia di essere divorato dall'Alga Carnivora, ma viene salvato da Ronin e dalla sua nave R.E.X., che però in cambio gli chiede tutte le azioni sul negozio dei ninja. Ronin rivela però che c'è un altro modo per apprendere l'Airjitzu: andare a cercare il fantasma di Sensei Yang e diventare suoi allievi.
Intanto Nya inizia il suo allenamento per diventare la maestra dell'acqua; il primo esercizio è riempire un secchio bucato. Nya ci prova più volte, e tenta addirittura di truffare Sensei Wu (che se ne accorge facilmente), il quale le rivela che anche lei può evocare un drago degli elementi; dopodiché evoca il suo e consiglia a Nya di trovare il suo punto debole. Nya però afferma che lei è il Samurai X e che non ha punti deboli; dopodiché getta il secchio nel fiume. Wu capisce così che il suo punto debole è la paura di avere un punto debole. Infatti Nya non si era resa conto che aveva portato a termine l'esercizio: l'unico modo per riempire il secchio era infatti immergerlo nell'acqua.

## Il tempio sulla collina stregata
- Titolo originale: The Temple on Haunted Hill
- Diretto da: Trylle Vilstrup
- Scritto da: Dan Hageman e Kevin Hageman

### Trama
I ninja si recano al tempio perduto di Sensei Yang (ora una meta turistica) e apprendono la leggenda del fatto che chi non esce prima dell'alba diventa un fantasma. Durante la notte entrano nel tempio e attendono l'arrivo del fantasma; tuttavia Kai, Jay e Zane fanno uno scherzo a Cole e simulano l'apparizione del fantasma con il falco di Zane; Cole, infuriato, si allontana dagli altri e trova il campo d'allenamento di Sensei Yang. Dopo che gli altri lo hanno raggiunto, il fantasma attacca i ninja ripetendo continuamente: "Come il ferro affila il ferro, un Sensei deve affilare l'allievo"; i ninja fuggono terrorizzati e raggiungono la biblioteca. Lì un quadro raffigurante il mare diventa reale e i ninja sono travolti da un'inondazione; i ninja capiscono così che Sensei Yang li sta mettendo alla prova con le loro peggiori paure (infatti i fantasmi sono l'incubo di Cole, mentre Kai ha il terrore dell'acqua); decidono così di legarsi per non separarsi. Poco dopo vengono attaccati da Morro (la peggiore paura di Zane) e lo affrontano; Morro fugge però in una buia soffitta (la cosa più temuta da Jay) e i ninja lo inseguono. Lì Morro cambia forma e si trasforma in Sensei Yang, rivelando che hanno superato brillantemente le prove; gli consegna così il rotolo dell'Airjitzu. Ormai però l'alba è vicina e i ninja rischiano di diventare fantasmi; come conferma compaiono i fantasmi di tutti gli ex-allievi di Sensei Yang avvolti in catene, rivelando che non è solo il loro maestro, ma anche il loro carceriere. I ninja allora fuggono, ma Cole rimane indietro per recuperare il rotolo, diventando così un fantasma. Intanto Ronin raggiunge il negozio dei ninja e comincia a sfruttarlo; diventa poi molto amico di Nya e le rivela il motivo per cui gli interessano tanto i soldi: se non paga una scommessa persa con l'Arciere dell'Anima, alla sua morte la sua anima cadrà nel Regno Maledetto. Nya si fa accompagnare da Ronin alla caverna del Samurai X per aiutare i suoi amici, poiché non vuole diventare il ninja dell'acqua, ma lì trova Morro e i suoi fantasmi, che trasformano la sua armatura in un fantasma e cercano di ucciderli; tuttavia Nya evoca la pioggia e i fantasmi sono costretti alla ritirata. Ronin allora convince Nya a continuare il suo addestramento, poiché lei è la maestra dell'acqua.

## Bubù-Vettete
- Titolo originale: Peak-a-Boo
- Diretto da: Michael Helmuth Hansen
- Scritto da: Dan Hageman e Kevin Hageman

### Trama
I ninja tornano al vascello e apprendono l'Airjitzu con l'aiuto di Sensei Wu, acquisendo così la capacità di volare; Nya, intanto, consola Cole e gli assicura che per lei e per i ninja rimarrà sempre un fratello. Intanto Misako decifra il secondo simbolo, scoprendo che devono recuperare la Spada del Santuario, custodita nel Regno delle Nuvole; i ninja decidono così di dirigersi verso il Picco Fischiante, dove fra pochi giorni passerà l'Occhio del cieco, l'unico portale per il magnifico regno. Con le armature potenziate, raggiungono il picco e cominciano la scalata, che si rivela però molto dura e pericolosa; a complicare le cose arriva Morro con l'Armatura-Fantasma del Samurai X e con Ghoultar, Bansha e l'Arciere della Notte, che provocano una valanga per distruggere i ninja. Tuttavia i ninja sono salvati da Cole, che usa i suoi nuovi poteri da fantasma per possedere la neve e creare un mostro di ghiaccio che ferma loro caduta; la scalata riprende e Cole trasforma l'unica armatura sopravvissuta (quella di Zane) in un robot velocissimo. Morro allora decide di continuare da solo e manda Ghoultar, Bansha e l'Arciere della Notte contro i ninja. Tuttavia i ninja riescono a sconfiggerli e gettano Ghoultar e l'Armatura-Fantasma giù dalla montagna, dove viene catturato da Ronin. I ninja usano i loro poteri dell'Airjitzu per attraversare il portale e lasciare Morro senza la Spada, raggiungendo così il Regno delle Nuvole.

## Venga il tuo regno
- Titolo originale: Kingdom Come
- Diretto da: Jens Møller
- Scritto da: Dan Hageman e Kevin Hageman

### Trama
I ninja raggiungono il Regno delle Nuvole e scoprono che quello è il luogo dove viene scritto tutto ciò che accade a Ninjago; vengono poi accolti da Fenwick, il Mastro Scrittore, che gli rivela il piano di Morro: lui vuole infatti il Cristallo del Re, custodito nella tomba del Primo Maestro di Spinjitsu, per liberare la Regina dei Maledetti, una creatura che vive nel Regno Maledetto e che aspira a impossessarsi dei sedici regni paralleli a Ninjago (i ninja ne conoscono quattro: l'Oltretomba, la Prigione dell'Overlord, il Regno Maledetto e il Regno delle Nuvole). Fenwick li porta poi dal Sommo Scrittore perché ricevano la Spada del Santuario; tuttavia Fenwick si rivela un traditore e rinchiude i ninja nella caverna del Nimbus (una creatura simile a un Lupo Mannaro), per poi aprire il portale verso Ninjago e fare entrare Morro e i fantasmi nel Regno delle Nuvole. I ninja però riescono a fuggire, aiutato dagli scrittori che concentrano l'attenzione del Nimbus su Fenwick; Morro però fugge con la Spada e i ninja lo inseguono a bordo di una nave volante, precipitando a Ninjago e compimento un inseguimento sul Picco Fischiante, dove i ninja sono aiutati anche da Lloyd, che combatte contro Morro all'interno del suo corpo, impedendo al fantasma di uccidere i ninja. Alla fine Morro si schianta sul vascello, liberando Ghoultar, perdendo la Spada del Santuario, che finisce così nelle mani dei ninja.

## Il sentiero tortuoso
- Titolo originale: The Crooked Path
- Diretto da: Peter Hausner
- Scritto da: Dan Hageman e Kevin Hageman

### Trama
Misako e Wu cercano di scoprire il significato dell'ultimo simbolo della mappa e si convincono che per risolvere il problema bisogna avere gli altri due oggetti recuperati; intanto i ninja piazzano trappole d'acqua intorno al negozio e Ronin aiuta Nya a padroneggiare i suoi poteri. Morro avverte però Ronin che deve pagare il suo debito con l'Arciere dell'Anima, o la sua anima sarà maledetta per l'eternità; non avendo una simile somma, Ronin decide di consegnargli la Spada del Santuario. Nya però intuisce le sue intenzioni e cerca di fermarlo, ma fallisce e Ronin fugge con la sua nave REX; allora i ninja si lanciano all'inseguimento con il vascello; ma scoprono che la nave era un bluff, infatti Ronin era in realtà fuggito a bordo di una barchetta. Nya, l'unica rimasta a terra, cerca di fermarlo con i suoi poteri, ma fallisce; Ronin raggiunge così Stiix e dona l'arma a Morro; l'Arciere dell'Anima non mantiene però la sua parola e pretende in cambio anche i ninja; Ronin però si rifiuta, poiché preferisce tenersi un'anima maledetta che tradire i suoi amici. Morro allora si impossessa del suo corpo e manda un messaggio ai ninja in cui rivela che il cristallo è nelle Grotte della Disperazione; i ninja allora si recano lì, ma cadono in una trappola di Ghoultar, che lì imprigiona in una grotta piena di gas infiammabile. Cole cerca di fermare il gas, ma scatena una reazione esplosiva che distrugge tutte le grotte nel raggio di quindici chilometri; i ninja tuttavia riescono a fuggire e Jay uccide Ghoultar con un Aerolama. I ninja finiscono però in un vulcano e rischiano di cadere nella lava, ma arriva la nave R.E.X. a salvarli, con un messaggio in cui Ronin afferma di essere dispiaciuto per ciò che ha fatto e che ha regalato loro la nave per ripagare il suo debito; inoltre li informa che non lo rivedranno mai più, perché si vergogna troppo a tornare. Ronin rivela poi la posizione della tomba del Primo Maestro di Spinjitsu: si trova in una grotta sul fondo dell'oceano.

## Grave pericolo
- Titolo originale: Grave Danger
- Diretto da: Trylle Vilstrup
- Scritto da: Dan Hageman e Kevin Hageman

### Trama
I ninja raggiungono la grotta sotto l'oceano con la nave R.E.X. e comunicano la loro posizione a Wu e Misako, i quali gli rivelano che ci sono tre prove da superare per raggiungere la tomba, e che sono descritte in un indovinello. I ninja entrano poi nella grotta e scoprono che Morro è già arrivato; così entrano in una sala con sedici porte, di cui però una sola è quella giusta. Zane però capisce la prima parte dell'indovinello e scopre una sequenza che si conclude nella porta da cui sono entrati; aprendola, raggiungono la seconda prova, ossia recuperare il bastone d'oro del Primo Maestro di Spinjitsu. La zona è piena di trappole ed è praticamente impossibile raggiungere il bastone, anche usando l'Airjitzu; Cole però capisce la seconda parte dell'indovinello e si getta in uno scivolo abbandonando il bastone, raggiungendo così un labirinto di ghiaccio che riflette la loro immagine del futuro. Intanto Wu, Misako e Nya raggiungono l'oceano con il vascello, ma scoprono che lì viene sono anche Bansha e l'Arciere dell'Anima; i due gruppi si scontrano e Bansha usa i suoi poteri per possedere Misako; tuttavia Nya li contrasta con l'acqua e i fantasmi sono costretti alla ritirata. Intanto i ninja sono attaccati da Morro, ma Kai lo imprigiona usando le proprietà magiche dei cristalli della grotta; dopodiché Jay risolve l'ultima parte dell'indovinello e scava una buca, rivelando una caverna segreta. Seguendo il percorso i ninja raggiungono la tomba del Primo Maestro di Spinjitsu e prendono il Cristallo del Regno; Morro abbandona il corpo di Lloyd e lo offre in cambio del gioiello. Kai si rende però conto che, quando Morro ha liberato Lloyd, i loro poteri degli elementi sono tornati, così usa il fuoco per surriscaldare il cristallo, per poi lanciarlo a Morro, che lo fa cadere in un fiume. I ninja salvano Lloyd, ma Morro usa i poteri del vento per recuperare il cristallo, per poi aprire un portale per il Regno Maledetto e tornarci con Bansha e l'Arciere dell'Anima.

## Mondo maledetto (parte prima)
- Titolo originale: Curseworld (Part I)
- Diretto da: Michael Helmuth Hansen
- Scritto da: Dan Hageman e Kevin Hageman

### Trama
Morro apre un portale per Ninjago e consente a tutti i fantasmi del Regno Maledetto di attraversarlo, in attesa dell'arrivo della Regina dei Maledetti; inoltre rivela che ogni fantasma morto a Ninjago torna automaticamente nel Regno Maledetto, infatti dal portale escono anche Ghoultar e Wrayth; i fantasmi così conquistano Stiix e obbligano gli umani a nutrirli. Intanto i ninja tornano al negozio e Wu rivela che lo ha venduto a Cyrus Borg in cambio di alcuni "giocattoli": Borg dona a Jay un'auto in grado di risucchiare i fantasmi, a Raic un jet, a Zane una potente armatura robotica e a Cole una moto potenziata che può essere usata anche da un fantasma; però non è riuscito a fabbricare qualcosa anche per Kai, Lloyd e Nya. I ninja si dirigono così a Stiix e decidono di fermare l'invasione con un astuto stratagemma: i ninja liberano la strada dai fantasmi, travestendosi per passare inosservati, mentre Lloyd si dirige nel rifugio di Morro per recuperare il cristallo. Morro tuttavia usa la Spada del Santuario per scoprire le loro mosse e cattura il Ninja Verde, ma scopre che in realtà era Nya travestita; Lloyd, infatti, è riuscito a entrare di nascosto. Morro però lo raggiunge e fra i due inizia un epico duello, mentre a terra i ninja affrontano i fantasmi, ma con scarsi risultati, dato che gli spettri continuano a tornare attraverso il portale. Alla fine però Morro esce sconfitto dal combattimento e perde la spada; allora tenta di persuadere Lloyd a non distruggere il cristallo, perché altrimenti non rivedrà mai più Garmadon; Lloyd tuttavia risponde che questo era quello che avrebbe voluto suo padre e decide di distruggere il Cristallo del Regno. Ma ormai è troppo tardi: la Regina dei Maledetti attraversa il portale e divora Lloyd con i suoi lunghi tentacoli.
- Nota: questo episodio include un crossover con LEGO Legends of Chima

## Mondo maledetto (parte seconda)
- Titolo originale: Curseworld (Part II)
- Diretto da: Jens Møller
- Scritto da: Dan Hageman e Kevin Hageman

### Trama
Lloyd si risveglia nel Regno Maledetto e scopre che il terribile mondo dei fantasmi è in realtà lo stomaco della Regina dei Maledetti; camminando alla ricerca del portale, incontra vari fantasmi che conosceva, chiusi dentro delle gabbie e alla fine trova suo padre in catene, che gli dona la sua divisa e lo saluta per l'ultima volta. Intanto a Stiix la Regina dei Maledetti cerca di divorare gli abitanti, ma Wu e Misako li mettono in salvo su un battello, aiutati da Ronin, mentre Nya e i ninja cercano di fermare il mostro, che però è troppo grande perché possa essere distrutto dal potere di Nya; inoltre la creatura ha anche capacità rigenerative e ciò rende vani gli sforzi dei cinque eroi, che decidono di fuggire con il battello, ma che vengono però ostacolati da Morro. Lloyd riattraversa il portale e, dopo avere recuperato la Spada del Santuario, ordina ai ninja di distruggere i piloni del molo per fare sprofondare il mostro in mare, mentre lui affronta Morro. Tuttavia i fantasmi proteggono la loro regina, usando le case per costruire intorno a essa una corazza contro l'acqua; la Regina dei Maledetti attraversa così il mare e insegue il battello. Intanto Lloyd e Morro si scontrano e con il Cristallo del Regno attraversano tutti i sedici regni, ma alla fine Morro riesce a imprigionare Lloyd in uno di essi e torna a Ninjago per aiutare la sua regina. I ninja propongono di raggiungere il Fossato della Torca, sperando che questa affondi, ma la Regina dei Maledetti è troppo veloce e rischia di raggiungerli; Nya, tuttavia, riesce a liberare il suo Vero Potenziale, sollevando un'onda anomala che fa perdere l'equilibrio al mostro facendolo cadere nel Fossato. Il Regno Maledetto viene così distrutto con tutti i suoi fantasmi, a eccezione di Morro; questi cerca di fuggire, ma viene arato dalla Regina dei Maledetti e rischia di precipitare in mare. Wu, allora, usa il suo Drago degli Elementi per raggiungerlo e cerca di salvarlo; Morro però capisce che non c'è più nulla da fare e gli consegna il Cristallo del Regno, per poi riaffermare il suo ruolo di allievo; dopodiché precipita in mare e muore. Wu, tornato al battello, usa il cristallo per riportare indietro Lloyd, che è triste per la morte di Garmadon, ma comunque felice di riabbracciare i suoi amici.
- Nota: questo episodio include un crossover con LEGO Legends of Chima